# Ryan Schimpf
Pour les articles homonymes, voir Schimpf.
Ryan Michael Schimpf (né le 11 avril 1988 à La Nouvelle-Orléans, Louisiane, États-Unis) est un ancien deuxième but et de troisième but de la Ligue majeure de baseball.

## Carrière
Joueur des Tigers de l'université d'État de Louisiane et membre de l'équipe ayant gagné en 2009 les College World Series, Ryan Schimpf est repêché par les Blue Jays de Toronto au 5e tour de sélection en 2009. Il joue 7 saisons de ligues mineures avec des clubs affiliés aux Blue Jays sans atteindre les majeures. Schimpf évolue surtout comme joueur de deuxième but mais est aussi familier avec le poste de joueur de troisième but ainsi qu'avec ceux du champ extérieur.
Il rejoint les Padres de San Diego, qui lui font commencer la saison 2016 avec leur club mineur au niveau le plus élevé, les Chihuahuas d'El Paso. Il gradue en cours d'année et fait avec San Diego ses débuts dans le baseball majeur le 14 juin 2016, à l'âge de 28 ans. Après n'avoir frappé que 3 coups sûrs à ses 29 premières présences au bâton dans les majeures, il renverse la vapeur et est nommé meilleure recrue du mois de juillet dans la Ligue nationale. Malgré une faible moyenne au bâton de ,217 en 89 matchs joués pour les Padres en 2016, Schimpf frappe 20 circuits et cumule 51 points produits. 
Schimpf évolue au deuxième but pour les Padres en 2016, mais l'équipe prévoit lui confier le troisième but en 2017.